# Irene Escolar

Irene Escolar por Javier Salas

Irene Escolar (Madrid, 19 de outubro de 1988) é uma atriz espanhola.
Sua avó foi a atriz Gutiérrez Caba Irene, e seu pai José Luis Escolar é produtor de cinema.

## Filmografia
- El idioma imposible, de Rodrigo Rodero
- Cruzando el Límite, de Xavi Giménez
- Al final del camino, de Roberto Santiago (2009)
- Los girasoles ciegos, de José Luis Cuerda (2008)
- Canciones de amor en Lolita's Club, de Vicente Aranda (2007)
- Seis o siete veranos, de Rodrigo Rodero (2007)
- El séptimo día, de Carlos Saura (2004)
- Chatarra, de Rodrigo Rodero (2004)
- I magining Argentina, de Christopher Hampton (2003)

## TV
- LEX (2008)